# Kavana Central (Zadar)
Kavana Central (Caffè Centrale), Zadar 1891.
U Zadru se još sredinom 19. stoljeća smatralo da su kavane prvi dokaz uljuđenosti nekog grada, a povijest zadarskih kavana nije ništa mlađa od europske. Prva zadarska kavana otvorena je oko 1730. godine, a na mjestu današnje kavane Forum od 1796. neprekidno postoji kavana različitih imena i vlasnika.
Zlatno doba građanskog Zadra počinje krajem 19. stoljeća kada se u tadašnjem glavnom gradu austrijske pokrajine Dalmacije stvara novi senzibilitet i građanska svijest, koji potiču moderni prosperitet na svim planovima života. Sve što je započelo u 19. stoljeću, još se većim zamahom nastavlja početkom 20. stoljeća. Na Novoj rivi gradi se niz od 18 velebnih palača, pristanište za brze, luksuzne putničke brodove, u gradu niču kultivirani perivoji, uređuju se ulice i trgovi, promenade i šetališta kao javna mjesta i okupljališta građana. Otvaraju se i grade kazališta, koncertne dvorane, kavane, hoteli, kina, izletišta i kupališta. 
Zadarske luksuzne kavane u doba Austro-Ugarske Monarhije bile su zaista okupljališta galantnih kavalira i elegentnih dama, glazbenika, književnika i umjetnika, političara, trgovaca, časnika i novinara. Kavane su u to doba znak duhovnog života, prosperiteta i uljuđenosti.
Među najpoznatije kavane, čija se imena pamte još i danas, ubrajaju se Kavana K Providnosti (Caffè alla Provvidenza) iz 1796. (na mjestu današnjeg Caffè Forum), Kavana Cosmacendi na Narodnom trgu koja se od obnove i modernizacije 1892. naziva Kavana od zrcala (Caffè degli Specchi), zatim vrlo popularna i bogato dekorirana kavana Lloyd (1902.) i otmjena kavana Hotela Bristol iz 1900. (današnjeg Hotela Zagreb), kao i druge kavane na Novoj rivi. Tu je i Kavana Caffè dei Dalmati na Zelenom trgu, kavana Europa, kavana u paviljonu Perlini s glazbom u večernjim satima, kavana Grand Hotela sa stilom i elegancijom i Hotela Cappello nero (K crnom klobuku) s dvorištem punim vinove loze. Caffè alla Provvidenza posebno je bila cijenjena zbog konobara, dobre posluge, ponude i vrlo ugodna ambijenta, a u njoj je na raspolaganju uvijek bio i veliki izbor novina. 
Elegantna i elitna kavana Central (Caffè Centrale), čije su se ime i lokacija, ali nažalost ne i izgled, očuvali do nedavnog neslavnog zatvaranja, otvorena je 1891. godine kao reprezentativno okupljalište, poznato čak i u širim srednjoeuropskim okvirima. Njezino otvaranje popratile su i novine:
«Nova kavana nudi izvrstan ugođaj u svakom pogledu, jedno ugodno sastajalište gdje rasipanje raskoši pridonosi potpunoj udobnosti. Osjećaj svježine i blistave modernosti stvara privid da ste iznenada prenijeti u neku veliku metropolu. Netko bi mogao pomisliti da je sve to skupa bilo previše za Zadar, i da bi ta kavana bila dostojna nalaziti se u Beču ili Milanu. Unutrašnji prostor je složen upravo sjajno. Sve je bogato, sve je prikladno i blistavo, sve je novo i plamteće. Glavna dvorana – s crvenim tapetama i alegorijskim freskama, te karijatidama i štukaturama bijelim i pozlaćenim – zauzima prostor od dvjesta četvornih metara, a visoka je sedam. Četiri velika ogledala dugačka tri metra i dvadeset, s umjetnički obrađenim i pozlaćenim okvirim, zrcale stvari, povećavajući dojam.»
 Vlasnici kavane Central, sagrađene na mjestu nekadašnjeg samostana Sv. Katarine, a kasnije vojarne, bili su Vladimir i Mihovil Bakmaz. Projekt je u akvarelu izradio Doimo Marcocchia u travnju 1890. godine. Glavno pročelje zgrade gledalo je na Kalelargu, a južno na tadašnju Calletta della musica (današnju Kraljskog Dalmatina). Prizemlje zgrade rastvaralo se nizom šiljastih arhivolta čiji su stupovi bili ukrašeni neorenesansnim telamonima. Na katu se galerija rastvarala neorenesansnim lukovima s naizmjeničnim ritmom arhivolta i arhitrava. Drugi kat namijenjen stanovanju na pročelju je bio ukrašen pilastrima koje su vezivali segmentni lukovi. 
U prizemlju se pružala prokurativa s četiri ulaza omeđena arkadama povezanim balustradom u dvije trifore i jednu biforu. Prizemni kvadratni prostor stupovima je bio podijeljen na restoran, bliže prokurativi, i kavanu s uvučenim prostorom za šank. Iza šanka bilo je usko stubište kojim su se glazbenici uspinjali na prostor za orkestar na prvom katu.
Na kat se ulazilo kraj toaleta i garderobe u sobu za biljar ili kroz toalet izravno u plesnu dvoranu, a iz nje se išlo na galeriju ili sa strane u čitaonicu i igračnicu. Orkestra je bila povišena s nekoliko stuba, a nalazila se u vertikalnoj osi sa šankom u prizemlju. Ispod orkestre moglo se proći u začeljni dio zgrade gdje je bila kafeterija.
Ova slikovita historicistička građevina, ujedno i česti motiv zadarskih razglednica, nažalost je srušena pred Drugi svjetski rat, a na njezinom mjestu podignuta je moderna četvorokatnica koja je u prizemlju zadržala kavanu. Mit o legendarnoj zadarskoj kavani dugo se zadržao u svijesti građana, te kavana doživljava novi uspon u drugoj polovici 1990.-tih godina. 
Novine i časopisi s početka 20. stoljeća često pišu o zadarskim kavanama kao mjestima blještavila, sjaja i ondašnjeg glamura kao dokaza građanske uljuđenosti. U kavanama se čitaju i onodobni tjednici (Narodni list i Il Dalmata), ali i dva zadarska dnevnika (Hrvatska kruna don Ive Prodana i Il Coriere Nazionale). Nevjerojatan je broj i za druge europske gradove veličine Zadra tog doba: samo na hrvatskom jeziku tiska se oko 40 novina i časopisa, a u Zadru djeluje šest tiskara i više nakladnika (Burato, Schönfeld, Gilardi i Stauber). Građani su se razlikovali po novinama koje su čitali, ali i izgledom: Talijani su se prepoznavali po visokim frizurama, Nijemci neupadljivošću i jednostavnom odjećom, a hrvatski ugledni obrtnici, trgovci i činovnici nešto bučnijim javnim istupima.
Pored kavana i čitaonice su također bile mjesta javnih okupljanja (Hrvatska čitaonica podignuta 1903. godine zauzimala je značajno mjesto na Novoj rivi), a kao i u drugim mediteranskim gradovima trgovi su bili stalna mjesta izlaska, viđenja i okupljanja. Na njima su se nalazile kavane i slastičarnice, pratila se moda i ravnopravno govorila tri jezika: hrvatski, talijanski i njemački, ali i mađarski. Zadar je u svoje zlatno doba pod austrijskom upravom izrastao u grad europske uljudbe. Tako su u Zadru do 1913. godine djelovale tri moderne i velike kino-dvorane, od kojih je Radium (1907.) bilo jedno od ljepših u Carevini.
Zadarski likeri postaju svjetski glasoviti, a proizvode se čak 33 različite vrste tvrtki Drioli, Luxardo, Romano Vlahov i Maraschino Stampalia. U kavanama se naravno nudi Maraschino i to u bezbroj kombinacija – s ginom, rumom, tekilom, kruškovcem, vermutom. Maraschino određuje i okus sladoleda, slastica i voćnih kupova.
«Fin de siecle» u Zadru traje sve do 1914. godine, kada počinje Prvi svjetski rat. Sramotnim Rapalskim ugovorom Zadar postaje tek izolirani grad i 24. provincija Italije. Iako se u Zadru i dalje živi lagodno u atmosferi lažnog izobilja slobodne luke (od 1921.), gase se mnoge (hrvatske) novine i časopisi. Cvate samo trgovina, kavane su i dalje pune, proizvode se najkvalitetniji likeri koji se sada izvoze i u SAD, jača duhanska industrija, proizvodi Zaraušekova čokolada, troši se i živi vrlo jeftino. Kako Zadar uopće nije povezan s vlastitim zaleđem, život se uglavnom odvija na Novoj rivi i u luci, jer se u grad stiže jedino morem – brodom, a kasnije i avionima koji slijeću u luci. 
Građanski život pogoršava se ustoličenjem fašističke vlasti zbog čega se i iseljavaju dvije trećine autohtonog hrvatskog stanovništva. Počinju se zatvarati i gradske kavane, najprije Kavana od zrcala, a potom i Kavana K Providnosti. Kavana Lloyd dobila je ime Italija, a Hotel Bristol preimenovan je u Excelsior. Kavana Central je 1938. godine porušena do temelja, a na istom mjestu je sagrađena potpuno drukčija, moderna građevina. Otvoren je Caffe Garibaldi i podignut novi Hotel Roma, kasnije Hotel Beograd (kratkotrajna Moskva). 
Time počinje kraj građanskoga Zadra u prvoj polovici 20. stoljeća i završava najvećom tragedijom kada anglo-američki bombarderi 1943. i 1944. gotovo do temelja ruše grad.

## Vanjske poveznice
- Građanski forum – Grad Zadar  Arhivirana inačica izvorne stranice od 11. studenoga 2005. (Wayback Machine)